# Мурина, Марина Алексеевна
Мари́на Алексе́евна Му́рина (род. 1956) — советский и российский учёный-биофизик и биолог,
педагог, специалист в области разработки средств ковалентной регуляции функций клеток крови, доктор биологических наук (2000).  Главный научный сотрудник НИИ физико-химической медицины. Лауреат Премии Правительства Российской Федерации в области науки и техники (1996).

## Биография
Родилась 12 сентября 1956 года в Барнауле.
С 1973 по 1978 год обучалась на биолого-почвенном факультете Томского государственного университета. С  1978 по 1980 год — старший лаборант кафедры биофизики Томского медицинского института. С  1980 по 1983 год обучалась в аспирантуре по кафедре биофизики медико-биологического факультета Второго Московского государственного медицинского института.
С 1983 по 1984 год — ассистент кафедры биофизики Томского государственного университета. С 1984 года на научной работе в НИИ физико-химической медицины в должностях: 
младший научный сотрудник, с 1991 по 2001 год — научный сотрудник, с 2001 по 2012 год — ведущий научный сотрудник и с 2012 года — главный научный сотрудник Лаборатории физико-химических методов исследования и анализа.
В 1983 году М. А. Мурина защитила диссертацию на соискание учёной степени кандидат биологических наук по теме: «Изменение агрегационного взаимодействия клеток крови под действием ультрафиолетового излучения», в 2000 году — доктор биологических наук по теме: «Физико-химические механизмы действия на тромбоциты хлораминовых производных биогенных соединений и гипохлорита натрия».

## Научно-педагогическая деятельность
Основная научная деятельность М. А. Муриной была связана с вопросами в области медицинской биофизики и разработки средств ковалентной регуляции функций клеток крови, ей был обнаружен новый класс ковалентных ингибиторов  функций тромбоцитов, представляющих собой хлораминовые производные биогенных соединений, таких как: таурин, пептиды и аминокислоты. М. А. Муриной были изучены и сконструированы новые производные хлорамина таурина, обладающие специфической антиагрегантной фармакологической активностью, а так же высокой хемоселективностью и устойчивостью по отношению сульфгидрильным группам белков. М. А. Мурина является автором более 120 научных трудов, в том числе двух монографий. 
16 января 1996 года Постановлением Правительства России «за разработку и внедрение электрохимических методов детоксикации в медицине» Марина Мурина была удостоена Премии Правительства Российской Федерации в области науки и техники.

## Награды
- Премия Правительства Российской Федерации в области науки и техники (1996)[2]